# 顎動脈翼突筋枝
顎動脈翼突筋枝（がくどうみゃくよくとつきんし）は、頭頸部の動脈。顎動脈の枝。その数と起始は不定である。内側翼突筋と外側翼突筋に栄養を供給する。

## 関連事項
- 人間の動静脈一覧

この項目の一部は、現在パブリックドメインとなっているグレイ解剖学からのものです。